# M-Pesa

Logo di M-PESA

M-PESA è un servizio di trasferimento denaro tra utenti del servizio di telefonia cellulare nato nel 2007 sulla rete mobile di Safaricom, una società affiliata di Vodafone, per permettere alle istituzioni di microfinanza di inviare e ricevere denaro con facilità dai prestatori. Il servizio è nato in Kenya e si è poi diffuso in altri stati africani, europei ed asiatici. Il nome viene dall'unione tra il termine mobile e Pesa, che in swahili significa denaro.  Sviluppato inizialmente da Sagentia, il progetto è stato sponsorizzato negli anni 2003–2007 dal Dipartimento per lo sviluppo internazionale (DFID) in Regno Unito.

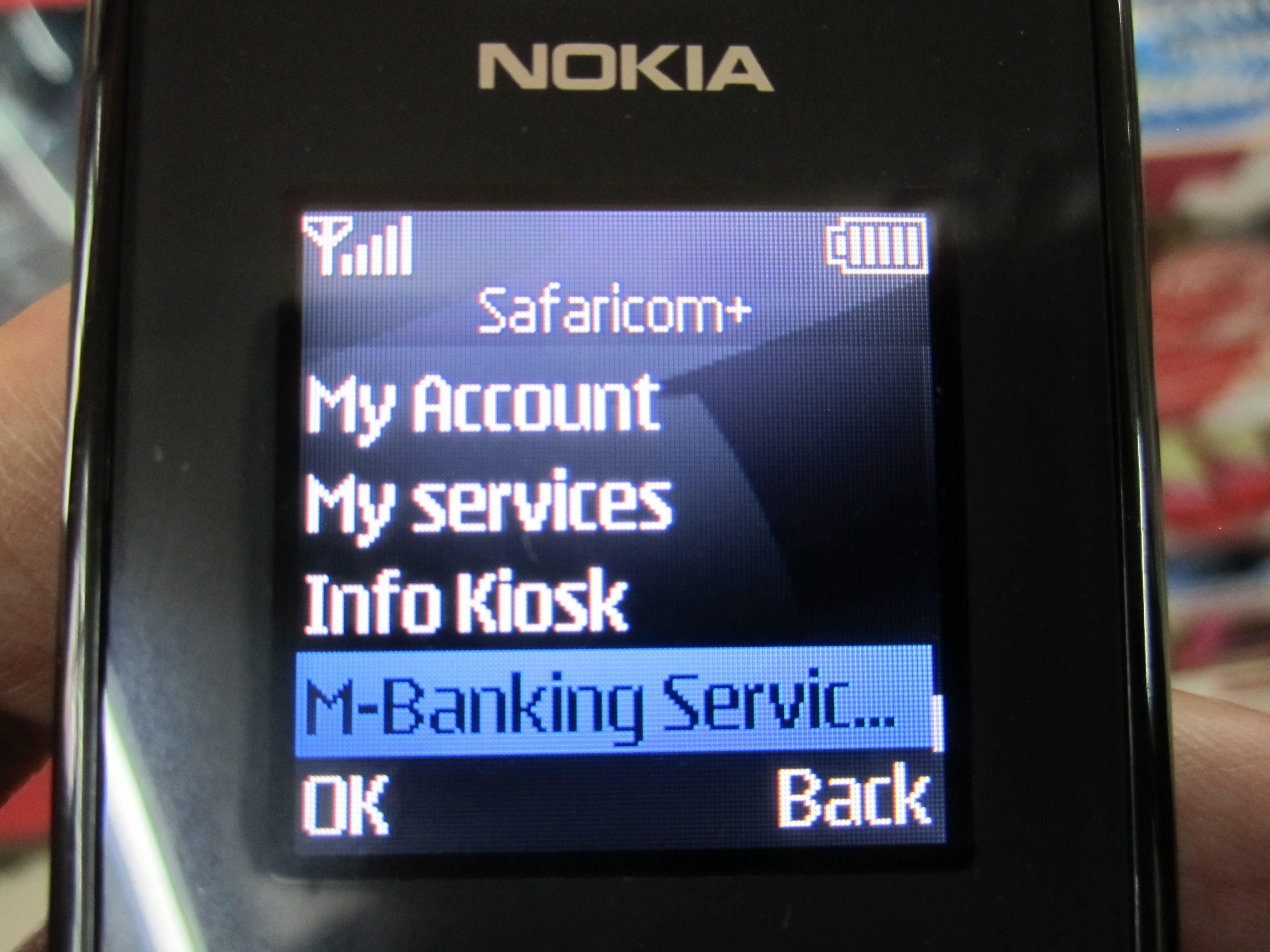
Servizio M-PESA disponibile su un cellulare Nokia